# Coșarca, Rozdilna
Coșarca (în ucraineană Кошарка) este un sat în comuna Zaharivka din raionul Rozdilna, regiunea Odesa, Ucraina.

## Demografie
Componența lingvistică a localității Coșarca
     Ucraineană (94,12%)
     Română (5,15%)
Conform recensământului din 2001, majoritatea populației localității Koșarka era vorbitoare de ucraineană (94,12%), existând în minoritate și vorbitori de română (5,15%).